# Ana Capeta
Ana Inês Palma Capeta, mais conhecida como Ana Capeta, (Beja, 22 de Dezembro de 1997), é uma jogadora profissional de futebol que joga atualmente pelo Sporting Clube de Portugal.